# Bogdan Chmel'nickij
Bogdan Chmel'nickij (Богдан Хмельницкий) è un film del 1941 diretto da Igor' Andreevič Savčenko.